# Неотрираходон
Неотрираходон (лат. Neotrirachodon) — род вымерших терапсид из семейства трираходонтид, существовавший на территории России в эпоху среднего триаса. Это монотипический род, единственный вид — Neotrirachodon expectatus.

## История изучения
Известен по окаменелой челюсти, окаменелость включала в себя левую часть мандибула (или челюстной кости) с молярами и премолярами (англ. postcanines). Обнаружена она была в формации под названием Донгузские скалы, в Оренбургской области, а именно — в отложениях раннего и среднего триаса (анизийского и нижнего ладинского ярусов, зоне Eryosuchus). В настоящее время там хранятся две коллекции останков данного животного. Первоначально окаменелости были приписаны роду Antecosuchus (Antecosuchus ochevi) из семейства траверсодонтид.

## Классификация
Это существо было классифицировано как трираходоновый гомфодонт, но лишь гипотетически, в расчёте на то, что дальнейшие исследования позволят точно установить место этого животного в системе природы (гомфодонты (они, в свою очередь, относятся к тритилодонтовым) являются растительноядными цинодонтами). Если эта гипотеза верна, то неотрираходон окажется первым представителем трираходоновых, чьи останки найдены в России.
Таким образом, точная классификация этого животного остается неясной. Некоторые исследования показывают, что это, вероятнее всего, incertae sedis  (лат.), в то время как другие приводят к выводу, что это скорее тероцефал из семейства Bauriidae, чем трираходоновое.

## Геохронология
Обитало это существо на нашей планете на отрезке времени между 247,2 и 242,0 миллионами лет назад.
| Докембрий | Фанерозой | Фанерозой | Фанерозой | Фанерозой | Фанерозой | Фанерозой | Фанерозой | Фанерозой | Фанерозой | Фанерозой | Фанерозой | Фанерозой | Эон       |
| Докембрий | Палеозой  | Палеозой  | Палеозой  | Палеозой  | Палеозой  | Палеозой  | Мезозой   | Мезозой   | Мезозой   | Кайнозой  | Кайнозой  | Кайнозой  | Эра       |
| --------- | --------- | --------- | --------- | --------- | --------- | --------- | --------- | --------- | --------- | --------- | --------- | --------- | --------- |
| Докембрий | Кембрий   | Ордо вик  | Сил ур    | Девон     | Карбон    | Пермь     | Триас     | Юра       | Мел       | Палео ген | Нео ген   |           | П-д       |
| 4567      | 538,8     | 486,85    | 443,1     | 419,62    | 358,86    | 298,9     | 251,902   | 201,4     | 143,1     | 66,0      | 23,04     |           | млн лет ← |
| 4567      | 538,8     | 486,85    | 443,1     | 419,62    | 358,86    | 298,9     | 251,902   | 201,4     | 143,1     | 66,0      | 23,04     | 2,58      |           |